# Vadans (Jura)
Vadans é uma comuna francesa na região administrativa de Borgonha-Franco-Condado, no departamento de Jura. Estende-se por uma área de 11,25 km². Em 2010 a comuna tinha 289 habitantes (densidade: 25,7 hab./km²).